# منتخب تركيا تحت 18 سنة لكرة السلة للسيدات
منتخب تركيا تحت 18 سنة لكرة السلة للسيدات  هو ممثل تركيا الرسمي في المنافسات الدولية في كرة السلة للسيدات تحت 18 سنة.